# Stazione di Carbona
La stazione di Carbona è una fermata ferroviaria posta sulla linea Bologna-Pistoia. Serve la località di Carbona, frazione del comune di Vergato, nella città metropolitana di Bologna.

## Storia
La fermata di Carbona venne attivata nel 1949.

## Movimento
Il servizio passeggeri è costituito dai treni della linea S1 (Porretta Terme-Bologna Centrale-Pianoro) del servizio ferroviario metropolitano di Bologna. I treni della linea sono cadenzati a frequenza oraria, con rinforzi alla mezz'ora nelle ore di punta; tuttavia, solo alcuni treni effettuano fermata a Carbona.
I treni sono effettuati da Trenitalia Tper nell'ambito del contratto di servizio stipulato con la regione Emilia-Romagna.
A novembre 2019, la stazione risultava frequentata da un traffico giornaliero medio di circa 25 persone (13 saliti + 12 discesi).

## Servizi
La stazione è classificata da RFI nella categoria bronze.